# Herrljunga kontrakt
Herrljunga kontrakt var ett kontrakt i Skara stift inom Svenska kyrkan. Kontraktet upphörde 31 december 1994.

## Administrativ historik
Kontraktet bildades 1962 av
en del av Kullings kontrakt med församlingar som vid upplösningen återgick till Kullings kontrakt 
- Herrljunga församling
- Remmene församling
- Fölene församling
- Eggvena församling
- Tarsleds församling som 1964 uppgick i Eggvena församling
- Bråttensby församling
- Södra Björke församling
- Vesene församling
- Grude församling
- Jällby församling
- Hudene församling

en del av Ås kontrakt med församlingar som vid upplösningen övergick till Kullings kontrakt
- Ods församling
- Molla församling
- Alboga församling
- Öra församling
- Eriksbergs församling
- Mjäldrunga församling
- Broddarps församling
- Hovs församling
- Källunga församling
- Skölvene församling
- Norra Säms församling som 1989 uppgick i Skölvene församling

en del av Ås kontrakt med församlingar som vid upplösningen övergick till Redvägs kontrakt
- Södra Vings församling
- Härna församling
- Fänneslunda församling
- Grovare församling som uppgick 1989 i Fänneslunda församling
- Varnums församling
- Hällstads församling
- Murums församling
- Möne församling
- Södra Vånga församling som 1989 uppgick i Möne församling

en församling från Falköpings kontrakt
- Kärråkra församling som vid upplösningen övergick till Redvägs kontrakt